# Communauté de communes Sainte-Baume Mont-Aurélien
La Communauté de communes Sainte-Baume Mont-Aurélien regroupait 8 communes du département du Var.
En 2017, la nouvelle Communauté d'agglomération de la Provence Verte est constituée à partir des trois communauté de communes Comté de Provence, Sainte-Baume Mont-Aurélien et du Val d'Issole.

## Composition
Les communes concernées sont:
| Nom                                   | Code Insee | Gentilé          | Superficie (km2) | Population (dernière pop. légale) | Densité (hab./km2) |
| ------------------------------------- | ---------- | ---------------- | ---------------- | --------------------------------- | ------------------ |
| Saint-Maximin-la-Sainte-Baume (siège) | 83116      | Saint-Maximinois | 64,13            | 15 753 (2014)                     | 246                |
| Bras                                  | 83021      | Brassois         | 34,93            | 2 591 (2014)                      | 74                 |
| Nans-les-Pins                         | 83087      | Nansais          | 47,99            | 4 227 (2014)                      | 88                 |
| Ollières                              | 83089      | Olliérois        | 39,66            | 617 (2014)                        | 16                 |
| Plan-d'Aups-Sainte-Baume              | 83093      | Plandalens       | 24,91            | 2 022 (2014)                      | 81                 |
| Pourcieux                             | 83096      | Pourciérains     | 21,23            | 1 441 (2014)                      | 68                 |
| Pourrières                            | 83097      | Pourriérois      | 56,32            | 4 877 (2014)                      | 87                 |
| Rougiers                              | 83110      | Rogiérois        | 20,53            | 1 597 (2014)                      | 78                 |

## Démographie
| 2013   | 2014   |
| ------ | ------ |
| 32 604 | 33 125 |

## Administration

### Liste des présidents
| Période | Période | Identité                    | Étiquette | Qualité                                                                                |
| ------- | ------- | --------------------------- | --------- | -------------------------------------------------------------------------------------- |
| ?       | 2008    | Horace Lanfranchi           | UMP       | Maire de Saint-Maximin (1995 → 2002) Président du conseil général du Var (2002 → 2015) |
| 2008    | 2014    | Gabriel Rinaudo             | UMP       | Maire de Saint-Maximin (2002 → 2008)                                                   |
| 2014    | 2016    | Christine Lanfranchi-Dorgal | UMP-LR    | Maire de Saint-Maximin (2014 → 2017)                                                   |

## Budget et fiscalité
- Total des produits de fonctionnement : 8 420 000 €, soit 307 € par habitant
- Total des ressources d’investissement : 1 087 000 €, soit 40 € par habitant
- Endettement : 1 423 000 €, soit 52 € par habitant[3].